# Jurkovac
Jurkovac – wieś w Chorwacji, w żupanii pożedzko-slawońskiej, w gminie Čaglin. W 2011 roku liczyła 21 mieszkańców.